# Brookfield (Massachusetts)
Brookfield é uma vila localizada no condado de Worcester no estado estadounidense de Massachusetts. No Censo de 2010 tinha uma população de 3.390 habitantes e uma densidade populacional de 78,84 pessoas por km².

## Geografia
Brookfield encontra-se localizado nas coordenadas 42° 10′ 55″ N, 72° 06′ 27″ O. Segundo o Departamento do Censo dos Estados Unidos, Brookfield tem uma superfície total de 43 km², da qual 40.27 km² correspondem a terra firme e (6.35%) 2.73 km² é água.

## Demografia
Segundo o censo de 2010, tinha 3.390 pessoas residindo em Brookfield. A densidade populacional era de 78,84 hab./km². Dos 3.390 habitantes, Brookfield estava composto pelo 97.32% brancos, o 0.29% eram afroamericanos, o 0.15% eram amerindios, o 0.21% eram asiáticos, o 0% eram insulares do Pacífico, o 0.12% eram de outras raças e o 1.92% pertenciam a duas ou mais raças. Do total da população o 1.3% eram hispanos ou latinos de qualquer raça.